# Isoeugenylacetat
Isoeugenylacetat (auch Acetylisoeugenol) ist eine organische Verbindung aus der Gruppe der Carbonsäureester. Sie leitet sich von Isoeugenol und Essigsäure ab.

## Herstellung
Isoeugenylacetat kann durch Acetylierung von Isoeugenol mit Acetanhydrid und Schwefelsäure hergestellt werden. Auch eine Veresterung von Isoeugenol mit Essigsäure ist möglich.

## Eigenschaften und Reaktionen
Isoeugenylacetat tritt in Form weißer Kristalle auf, die leicht nach Rosen oder Nelken riechen. Durch Oxidation mit Kaliumpermanganat in einem Zweiphasen-System aus Wasser und Dichlormethan kann Acetylvanillin hergestellt werden, wobei Methyltrioctylammoniumchlorid als Phasentransferkatalysator dient. Durch Hydrolyse mit Salzsäure wird Vanillin erhalten.

## Verwendung
Isoeugenylacetat wird als Duftstoff verwendet. Die weltweite Verwendungsmenge liegt in der Größenordnung von 10 bis 100 Tonnen pro Jahr. Es ist in der EU unter der FL-Nummer 09.030 als Aromastoff für Lebensmittel zugelassen.